# سید مرتضی مجتهد اهرمی
سید مرتضی مجتهد اهرمی معروف به «علم الهدی» (درگذشته به سال ۱۳۱۶ ش) از اهرم (تنگستان) برخاست. وی سر دستهٔ مشروطه خواهان بوشهر است.

## تحصیلات و تبار
سید مرتضی اهرمی بوشهری تحصیلاتش را در ایران و عراق تا درجه اجتهاد طی کرد. وی از سادات اصیل منطقه بوده‌است. جد وی از سادات کاکی  دشتی بوده و سید جعفر پدر وی از کاکی  به اهرم مهاجرت کرده‌است.

## موافقین
در سال ۱۳۲۴ ق. /۱۹۰۶ م. فرمان مشروطیت توسط مظفرالدین شاه پذیرفته و صادر گردید که مورد استقبال آزادی خواهان بلوکات و نواحی ایالت فارس و بنادر جنوب قرار نیز واقع گردید. در دوره محمدعلی شاه که حکومت مرکزی با آزادی‌خواهی مردم به مبارزه پرداخت رهبری آزادی خواهان در بوشهر بر عهده سید مرتضی مجتهداهرمی بود وی بدنبال فتوای علما از جمله استاد خود آخوند خراسانی و با توصیه و مشورت سید عبدالحسین لاری و ملا علی تنگستانی و دیگر علما و تجار بوشهر و استمداد از حکام محلی از جمله زایر خضرخان اهرمی رئیسعلی دلواری شیخ حسین خان چاه‌کوتاهی، غضنفرالسلطنه برازجانی خالوحسین بردخونی، رئیس عبدالحسین دشتی   با همراهی قوای تنگستان دشتستان و  دشتی در سال (۱۳۲۷ ه‍.ق/ ۱۹۰۹ میلادی) اقدام به خارج کردن نیروهای طرفدار محمدعلی شاه از بندر بوشهر نمود و امورات آن را بدست گرفت. دولت انگلیس که مخالف آزادی خواهان بود نیز به بهانه دفاع از خارجی‌ها و جهت حفظ منافع خود در بوشهر نیروی نظامی پیاده کرد نه ماه شهر بوشهر در اختیار آزادی خواهان بود. دو ماه پس از موفقیت وی دولت مرکزی احمدخان دریابیگی را جهت سرکوب سید و آزادی خواهان به حکمرانی کل بنادر جنوب تعیین گردید که وی با تحریک پراکنده کردن نیروهای مشروطه خواه نمود و شهر دوباره به کنترل نیروهای محمدعلی شاه قرار گرفت. سید به کنسولگری انگلیس برده شد و بدنبال حساسیت مبارزان منطقه از جمله رئیسعلی دلواری جهت تسخیر بوشهر و آزادی سید، دریابیگی وی را بدستور محمدعلی شاه با کشتی به نجف تبعید نمود. بعلت این تبعید وی از مبارزات جنوب در جنگ جهانی اول بودر افتاد و تا سال ۱۳۰۸ خورشیدی در قید حیات بوده‌است.

## نامه سردار اسعد به احمد خان دریابیگی در رابطه با اهرمی
جناب جلالت مآ ب دریابیگی حکمران بنادر دام اقباله و اعضای انجمن ولایتی دامت تأییداتهم
بحمداللّه اردوی ملی باشکوه و وقار وارد، اهالی شهر با نهایت نشاط و مسرّت پذیرایی و استقبال نمودند. پیش قراول اردو هم به منظریه مأمور شد و انشاءالله تعالی با موافقت و اتفاق حضرت سپهدار (محمد ولی‌خان تنکابنی) عازم تهران خواهیم شد. البته جناب اجل عالی و عموم اعضای انجمن ولایتی در ترتیبات و انتظامات بوشهر و تمام بنادر اهتمامات وافیه خواهید فرمود که ذره‌ای اختلاف و بی‌نظمی واقع نشود و انشاءالله تاکنون از شر زحمات و خرابکاری‌های سید مرتضی آسوده شده‌اید و رفع فتنه و فساد او را فرموده، منتظرم اخبار ولایت و انتظامات آنجا خاطر این خادم ملت خواه را مسبوق و مسرور دارید (علی‌قلی بختیاری)
علی محمد حکمت بوشهری در کتاب خود به نام «گوشه‌ای از انقلاب مشروطیت در جنوب» می‌نویسد:
"من مدافع دریابیگی نیستم، به سوابق خوب و بد او هم کاری ندارم ولی دریابیگی هرکه بود و هرچه بود کسی نبود که دست التماس به سوی امثال سید خرقانی دراز کند. او یک‌بار بعد از حکومت مرحوم عماد نظام و بار دیگر پس از عزل میرزا رضا قلی خان سالار اعظم به حکمرانی بوشهر رسید و در هربار دست به کارهای خوب و بدی زد که در این‌جا از موضوع بحث ما خارج است. .... تصرف بوشهر و تمام دوائر دولتی آن از این نظر بسیار حائز اهمیت بود که در صورت ادامه آن و تجزیهٔ بوشهر از آن روی که نیروهای مسلح و ضعیف دولت وقت توانائی مقابله با سلحشوران انقلابی نداشتند، اقتصاد سایر قسمت‌های دیگر کشور را نیز دچار رکود و فلج می‌کرد و این چیزی بود که سرانجام آن جز کناره‌گیری شاه مستبد چیز دیگری نمی‌توانست باشد.
در همین جریان بود که سیاست سیاه چهرهٔ کریه خود را آشکار ساخت و مرتضی اهرمی را برانگیخت تا با لجاجت خود پیروزی درخشان «مجاهدین جنوب» را خدشه‌دار کند و چون مهم‌ترین دوائر دولتی آن روز ادارهٔ گمرک بود درآمد آن را دیپلماسی محیل انگلیس در قبال قروض خارجی مطمئن‌ترین وثیقه تشخیص داده بود. برای این‌که درآمد آن کاملاً محفوظ و از هرگونه دست‌برد مصون بماند مرتضی اهرمی را که گمان خطائی دربارهٔ او نمی‌رفت به عنوان «ناظر» و «امین وصول» درآمدها، مأمور حفظ وصولی «گمرک» کردند؛ ولی سید با «انجمن» و «مجاهدین» طریق خصومت در پیش گرفت؛ که این رفتار باعث شد که فرصت به عوامل استبداد و عاملان بیگانه داده شود تا علیه آزادیخواهان دست به توطئه زنند و موضوع اختلاس وجوه «گمرک» با «بوق و کرنا» بهانهٔ تبلیغ قرار گیرد."
سپس می‌نویسد:
«در همین هنگام مرحوم دریابیگی نیز به بوشهر آمد و مأموریت یافته بود آزادیخواهان جنوب را تنبیه کند و سر جای خود بنشاند؛ ولی او که مردی زیرک و وقت‌شناس بود بخوبی می‌دانست درافتادن با «انجمن اتحاد اسلامی» و آزادیخواهان غیور جنوب کاری بس صعب و دشوار بلکه امری پرخطر است. ازاین‌رو زهرچشم خود را متوجه سید اهرمی که خشم و غضب زعماء «انجمن» و مجاهدان انقلاب در حق خود برانگیخته بود کرد. با این کار چنین وانمود کرد که هم اوامر مرکز را اطاعت می‌کند و هم از خطری که از ناحیهٔ «انقلابیون» در صورت درگیر شدن با «زعماء انجمن» ممکن است دامن‌گیر او شود، اجتناب می‌ورزد.»
آنگاه ادامه می‌دهد:
«دریابیگی هوشیارانه سید اهرمی را در فشار گذاشت. سید هم به خیال رسیدن کمک در خانهٔ خود متحصن و حصاری شد و به وسیلهٔ نامه از دلواریها و دشتستانیها خواستار کمک گردید. دریابیگی ناچار دستور داد خانهٔ او را به توپ بسته و او را از تحصن خارج و دستگیر سازند. پس از ویرانی خانه از صدمت توپ، مردم که اتلاف وجوه گمرک را مغایر حیثیت انقلابی خود می‌دانستند سید را در میان گرفته و شخصی به نام «سید غریب» با دار و دسته‌اش او را در کوچه و بازار گردانیدند. هنگامی که مأمورین «انجمن» برای نجات او آمدند و از دست مردم عصبانی که عدهٔ اوباش و اراذل هم قاطی آن‌ها شده بودند نجاتش دادند، به جای این‌که اوامر زعماء را اطاعت و خود را در اختیار انجمن قرار دهد از دست نجات‌دهندگان فرار کرد و به زیر بیرق کنسولگری انگلیس گریخت و آن‌جا «بست» نشست.»

## نوشته‌ای از دریابیگی در سال ۱۳۲۸ ق در رابطه با اهرمی
اداره تلگرافی دولت علیه ایران، از بوشهر به طهران، به تاریخ ۱۲ شهر سنبله (۳۰ شعبان)، آیت ئیل سنه ۱۳۲۸، نمره جواب ۱۷۱ دولتی، عدد کلمات ۱۴۰
مقام منیع آقای وزیر داخله سید اهرمی بعد از این که چهار هزار تومان از مالیات هیجده هزار تومان از گمرک، قریب ده هزار تومان اموال معززالدوله متجاوز از دویست تفنگ و طپانچه و فشنگ مال دولت قریب سه هزار تومان مال خارجه و داخله به غارت برداشت به نجف برد جسب الامر حضرت آیت‌الله خراسانی من بدبخت پانصد تومان او را تعمیر کردم متجاوز از پانصد خرج مهمانی و تشریف نجفشان شد. حالا هم از برای تشریف آوردن به بو شهرشان چاکر ابداً جرفی ندارد، مانعی که است این است که باید انگلیس‌ها را در طهران وزیر امور خارجه متقاعد کند و حضرت آیت‌الله هم چیزی به بوشهر به اهالی بنویسند و آن‌ها را متقاعد فرمایند. چاکر نه با سید اهرمی طرف است و نه از آمدن او دلتنگ. ۲۶ شعبان نمره ۸۲۵۲ چاکر احمد (ی) ۴۰۱ ط ۲ ب آ ۱–۲۹۳۰۰۰۴۷۶